# RS-115

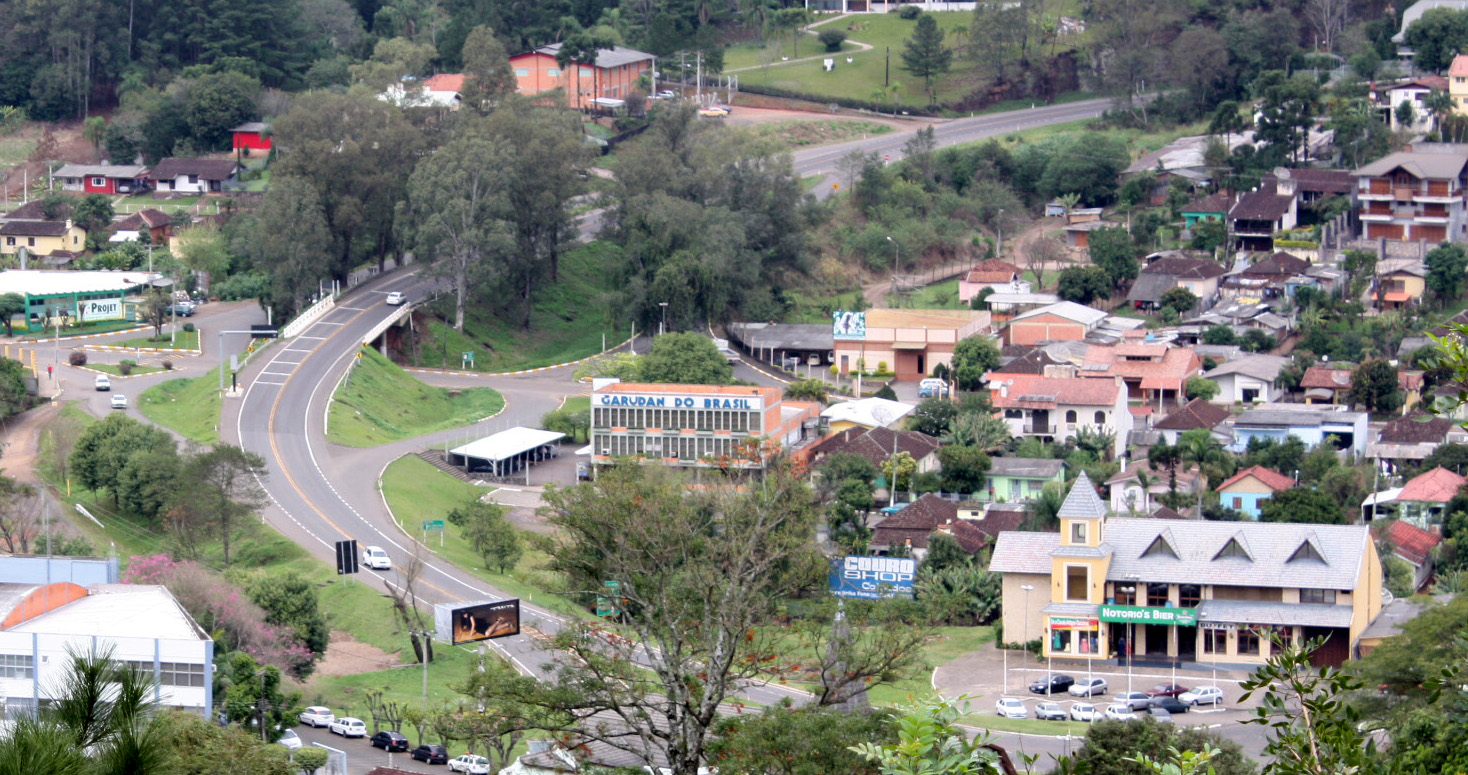
La RS-115 à Igrejinha.

La RS-115 est une route de la mésorégion métropolitaine de Porto Alegre, dans l'État du Rio Grande do Sul. Elle part de l'embranchement avec la RS-239, dans la municipalité de Parobé et s'achève sur le territoire de Gramado, à la jonction avec la RS-235. Elle dessert les communes de Parobé, d'Igrejinha, de Três Coroas et de Gramado, et est 41,970 km en excellent état.